# Carlon Hosten
Carlon Hosten (* 7. April 1999) ist ein Leichtathlet aus Trinidad und Tobago, der sich auf den Sprint spezialisiert hat.

## Sportliche Laufbahn
Erste internationale Erfahrungen sammelte Carlon Hosten, der in New York City aufwuchs, bei den Leichtathletik-U20-Weltmeisterschaften 2018 in Tampere, bei denen er mit der 4-mal-100-Meter-Staffel von Trinidad und Tobago in 39,87 s den siebten Platz belegte. 2019 begann er ein Studium an der Lincoln University in Missouri und wechselte dann an die University of Minnesota. 2023 belegte er bei den Zentralamerika- und Karibikspielen in San Salvador in 20,86 s den siebten Platz im 200-Meter-Lauf und siegte mit der Staffel in 38,30 s.

## Persönliche Bestzeiten
- 100 Meter: 10,22 s (−0,4 m/s), 14. Mai 2023 in Bloomington
  - 60 Meter (Halle): 6,71 s, 1. Februar 2020 in Pittsburg
- 200 Meter: 20,43 s (+0,3 m/s), 14. Mai 2023 in Bloomington
  - 200 Meter (Halle): 21,42 s, 21. Februar 2020 in Fayetteville